# Estação Bolivar
Bolivar é uma estação da linha 7 bis do Metrô de Paris, localizado no 19.º arrondissement de Paris.

## Localização
A estação está localizada sob a avenue Secrétan, aproximadamente a meio caminho desta, ao sudeste da saída da avenue Simon-Bolivar.

## História
A estação foi aberta em 18 de janeiro de 1911 com a lançamento do serviço do ramal Louis Blanc - Pré-Saint-Gervais da linha 7.

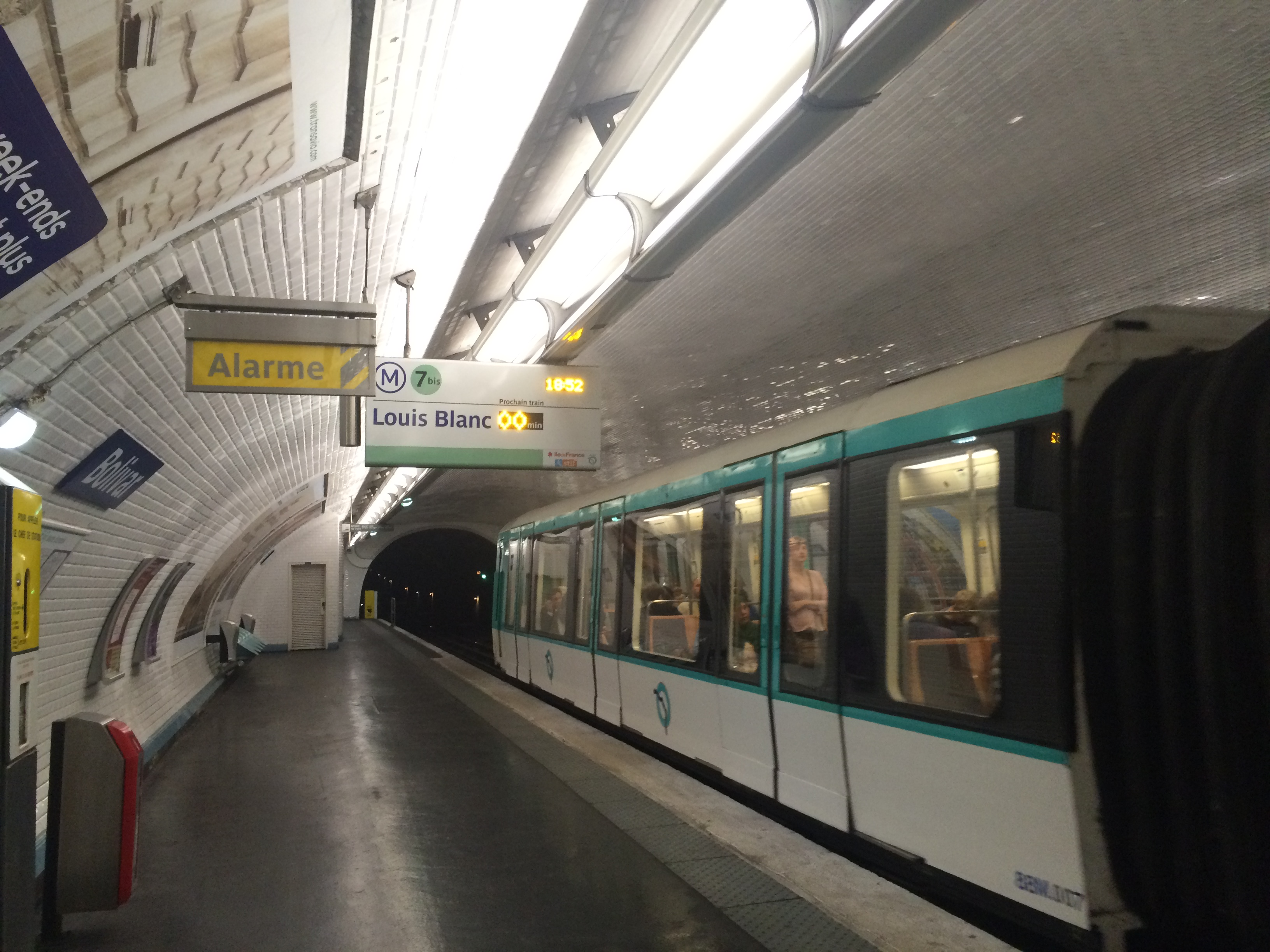
Trem MF 88 na plataforma em 2016 em direção a Louis Blanc

Deve o seu nome à sua proximidade com a avenue Simon-Bolivar, que presta homenagem ao político Simón Bolívar, apelidado de Libertador (1783-1830), general e estadista sul-americano, principal líder da luta pela independência da América do Sul contra a Espanha.
Durante a Primeira Guerra Mundial, a estação, bem como todas as estações mais profundas da rede, foi convertida em um abrigo antiaéreo. Durante um violento bombardeio em 11 de março de 1918, a população do bairro ficou em pânico: os habitantes correram para o abrigo, mas no fundo das escadas de acesso encontram portas que se abriam apenas para o exterior. As primeiras filas da multidão foram esmagadas ou sufocadas, e depois acabam pisoteadas quando as portas finalmente cederam sob pressão. O registro é particularmente pesado, mas permanece desconhecido, somando-se ao dos outros bombardeios: sessenta e seis mortes foram contadas nesse dia.
Como resultado desse drama, as portas do metropolitano foram redesenhadas posteriormente a fim de se abrirem para dentro e para fora.
Em 3 de dezembro de 1967, a estação foi cedida à linha 7 bis, que resultou da separação do ramal de Pré-Saint-Gervais, isolado do restante da linha 7 na forma de uma linha autônoma desde então.
A plataforma em direção a Louis Blanc possuía um pequeno empreendimento cultural homenageando Simón Bolívar através de uma biografia ilustrada, em um suporte incorporado ao pé-direito e coberto com cerâmicas finas colocadas verticalmente, em dois tons de bege sobre o suporte e branco acima. No entanto, esta decoração não foi reconduzida após a renovação da estação, operada como parte do programa "Renovação do Metrô" da RATP. As obras de modernização foram concluídas em 16 de dezembro de 2008 para os corredores e em 2009 nas plataformas.
Em 2013, ela viu entrar 646 310 passageiros, o que a coloca na 297ª posição das estações de metrô por sua frequência em 302.

## Serviços aos passageiros

### Acesso
A estação tem um acesso único que leva à esquina da avenue Secrétan e da avenue Simon-Bolivar, perto da Halle Secrétan, mercado coberto inscrito nos monumentos históricos por um decreto de 8 de março de 1982.
Desde 1987, a entrada da estação é ornada com uma edícula Guimard (também inscrita no título dos monumentos históricos), que se encontrava anteriormente na estação Barbès - Rochechouart.

### Plataforma
Bolivar é uma estação de configuração padrão: ela possui duas plataformas laterais separadas pelos trilhos do metrô e a abóbada é elíptica. A decoração é do estilo utilizado pela maioria das estações de metrô: as faixas de iluminação são brancas e arredondadas no estilo "Gaudin" da renovação do metrô da década de 2000, e as telhas em cerâmica brancas biseladas recobrem os pés-direitos, a abóbada, os tímpanos e as saídas dos corredores. Os quadros publicitários são em cerâmicas brancas e o nome da estação é inscrito na fonte Parisine em placas esmaltadas. Os assentos de estilo "Akiko" são de cor ciano.

### Intermodalidade
A estação é servida pela linha 26 da rede de ônibus RATP.

## Pontos turísticos
- Halle Secrétan (também conhecida como Marché Secrétan)
- Lycée Henri-Bergson
- École et Lycée Lucien-de-Hirsch

## Galeria de Fotografias

Antigos desenvolvimentos culturais da estação retirados em 2009
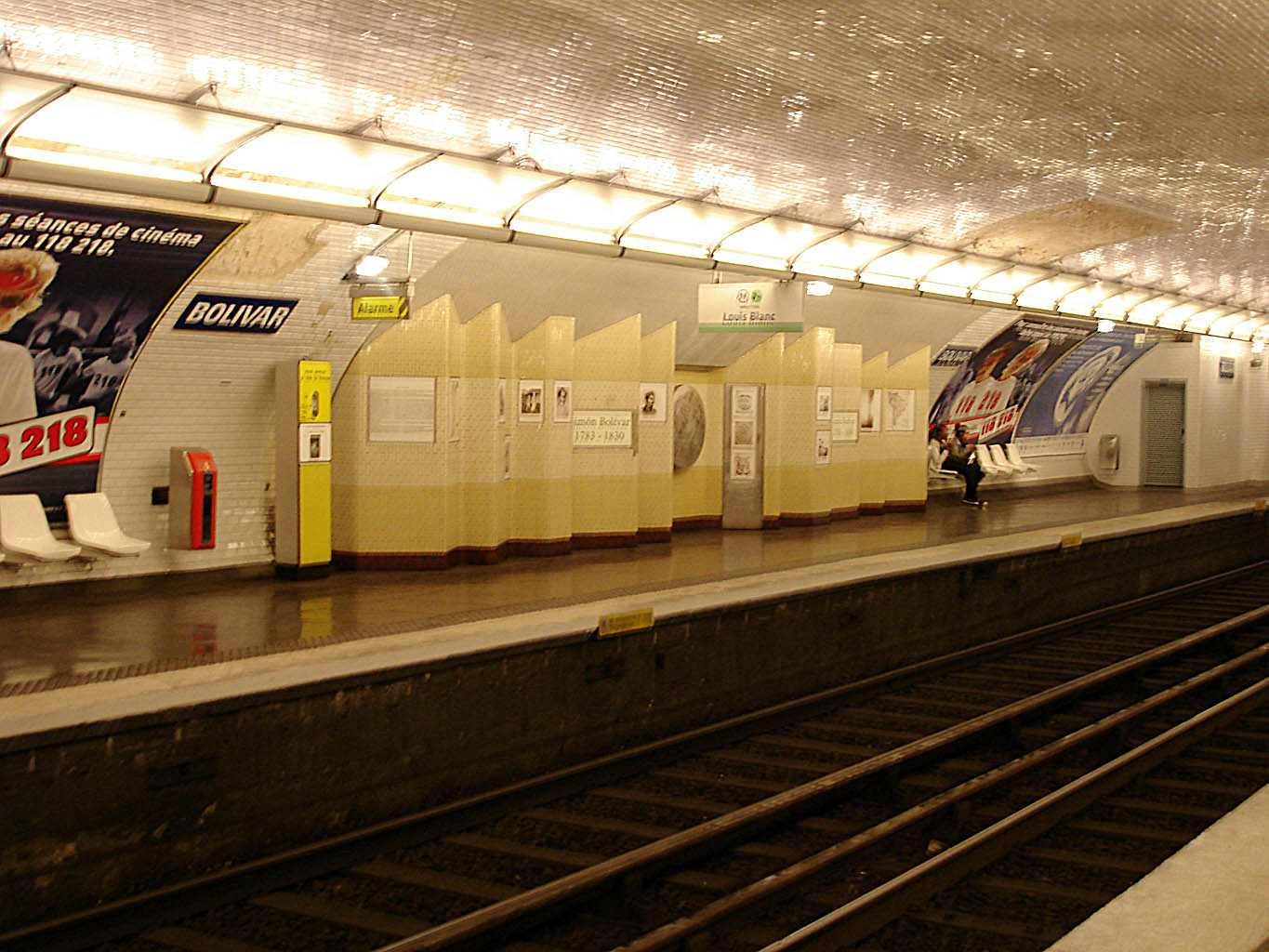
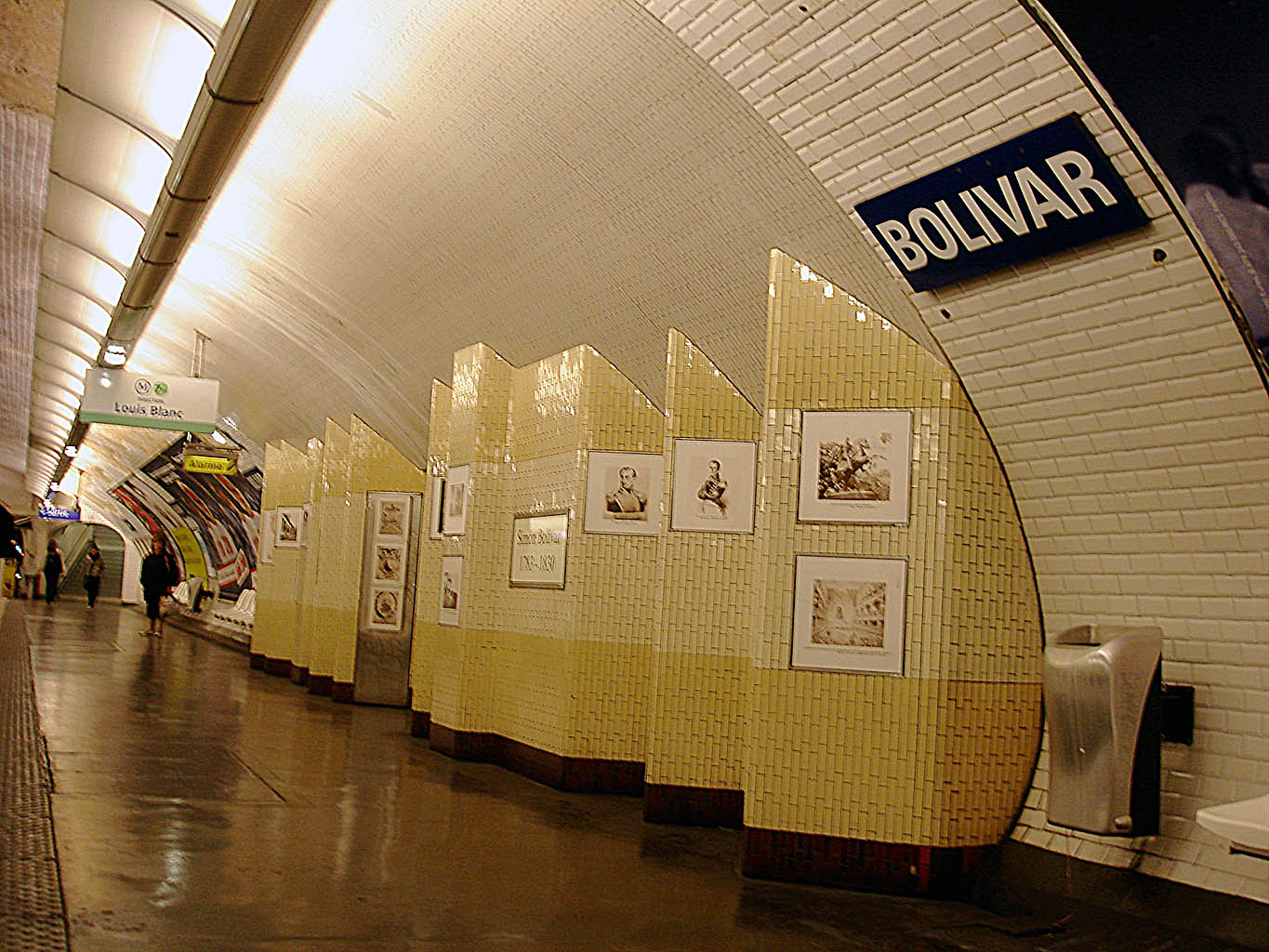
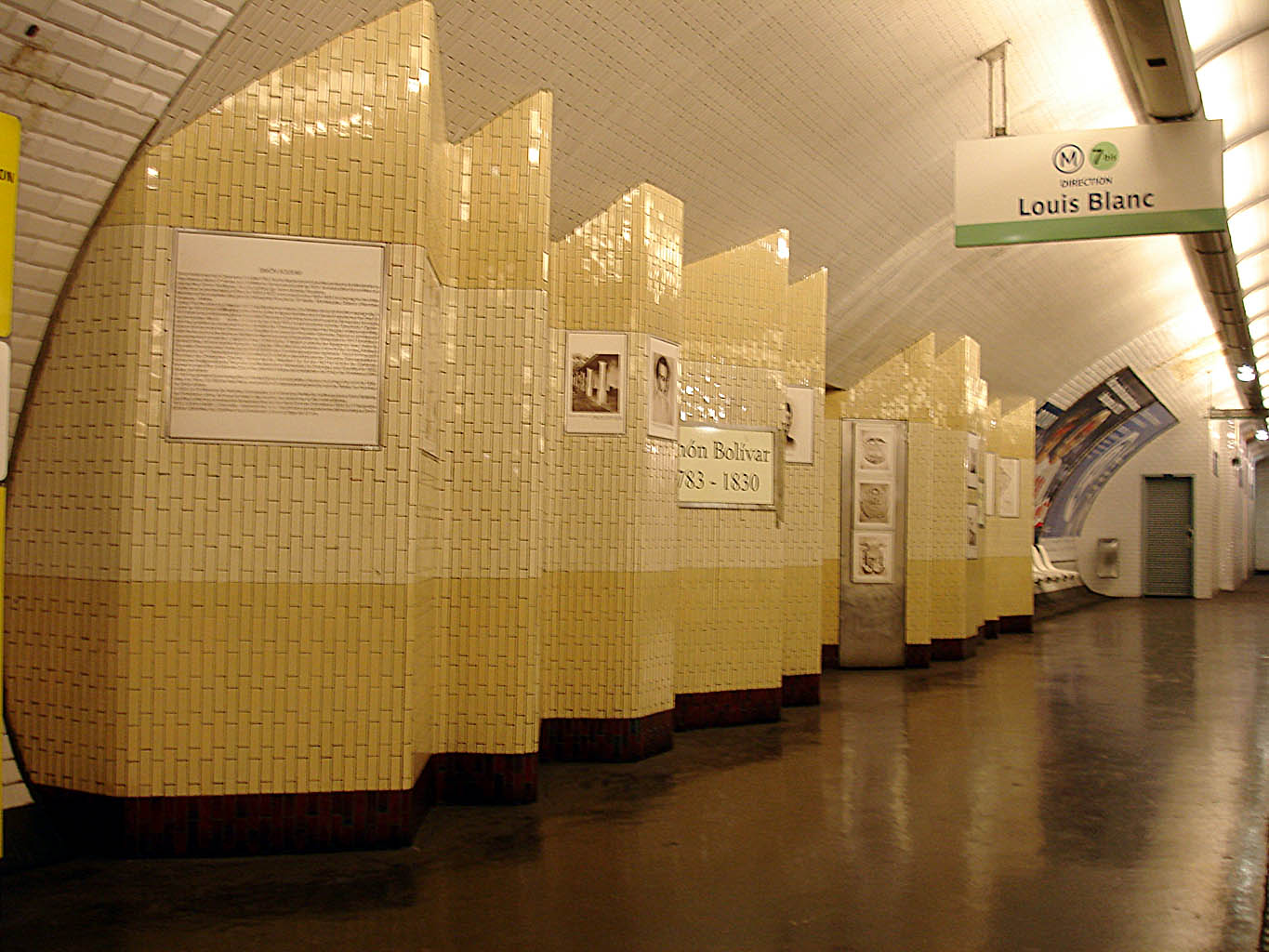
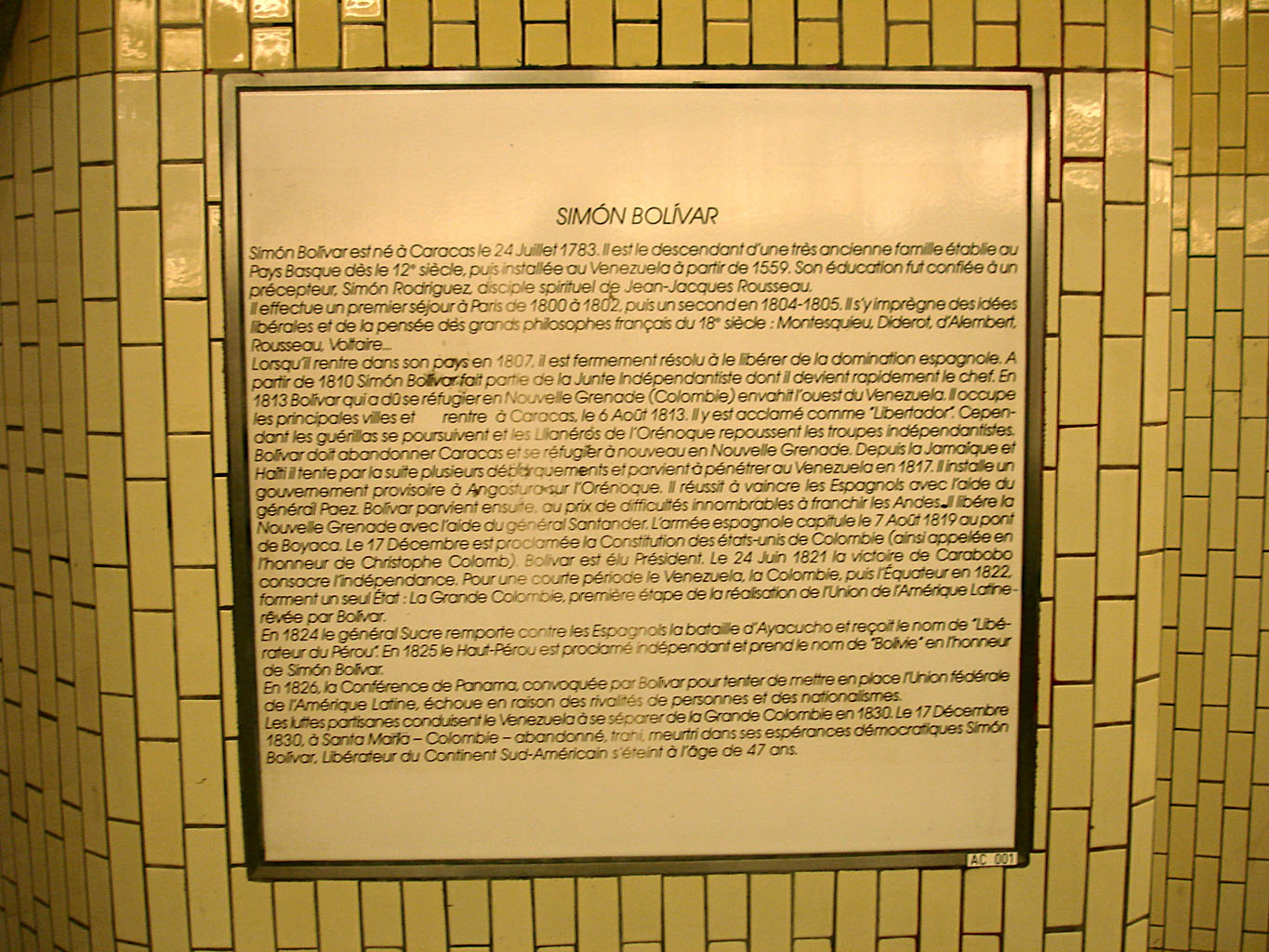